# تيم دينتون
تيم دينتون (بالإنجليزية: Tim Denton)‏ هو لاعب كرة قدم أمريكية أمريكي، ولد في 2 فبراير 1973 في غالفستون في الولايات المتحدة.

## وصلات خارجية
- تيم دينتون على موقع مرجع كرة القدم المحترفة.كوم (الإنجليزية)